# Trường đua Algarve
Trường đua quốc tế Algarve (tiếng Bồ Đào Nha Autódromo Internacional do Algarve), tên gọi khác là trường đua Portimao, là một trường đua xe chuyên dụng nằm ở thành phố Portimao, vùng Algarve, Bồ Đào Nha. Trường đua hiện đang đăng cai hai chặng đua GP Bồ Đào Nha của giải đua Công thức 1 và MotoGP Bồ Đào Nha của giải đua MotoGP.

## Lịch sử
Trường đua được khánh thành vào năm 2008 với chi phí đầu tư khoảng 195 triệu Euro.
Năm 2020, do tác động của đại dịch COVID-19, trường đua Algarve được cả ban tổ chức giải đua Công thức 1 và MotoGP cho phép đăng cai các chặng đua GP Bồ Đào Nha và MotoGP Bồ Đào Nha để thay thế cho các chặng đua đã bị hủy từ trước đó. Ở chặng đua GP Bồ Đào Nha 2020, Lewis Hamilton trở thành tay đua giành được nhiều chiến thắng nhất trong lịch sử. Ở chặng đua MotoGP Bồ Đào Nha 2020, người chiến thắng là tay đua nước chủ nhà Miguel Oliveira.
Năm 2021, trường đua tiếp tục được đăng cai F1 và MotoGP.

## Các kỷ lục tốc độ
Dưới đây lá các kỷ lục vòng chạy của các giải đua được tổ chức ở trường đua Algarve International.
| Giải đua                                      | Thời gian                           | Tay đua                             | Xe                                  | Sự kiện                                        | Hình dạng trường đua                |
| GP Circuit: 4.653 km (2008–present)           | GP Circuit: 4.653 km (2008–present) | GP Circuit: 4.653 km (2008–present) | GP Circuit: 4.653 km (2008–present) | GP Circuit: 4.653 km (2008–present)            | GP Circuit: 4.653 km (2008–present) |
| --------------------------------------------- | ----------------------------------- | ----------------------------------- | ----------------------------------- | ---------------------------------------------- | ----------------------------------- |
| F1                                            | 1:18.750                            | Lewis Hamilton                      | Mercedes-AMG F1 W11 EQ Performance  | 2020 Portuguese Grand Prix                     |                                     |
| LMP2                                          | 1:29.670                            | Mikkel Jensen                       | Aurus 01                            | 2020 4 Hours of Portimão                       |                                     |
| LMH                                           | 1:30.919                            | Nicolas Lapierre                    | Alpine A480                         | 2021 8 Hours of Portimão                       |                                     |
| A1 GP                                         | 1:31.404                            | Adam Carroll                        | A1 GP "Powered by Ferrari"          | 2008–09 A1 Grand Prix of Nations, Portugal     |                                     |
| Superleague Formula                           | 1:31.935                            | Andy Soucek                         | Panoz DP09                          | 2010 Portimão Superleague Formula round        |                                     |
| LMP1                                          | 1:32.375                            | Nicolas Lapierre                    | Peugeot 908 HDi FAP                 | 2010 1000 km of Algarve                        |                                     |
| Euroseries 3000                               | 1:33.594                            | Clivio Piccione                     | Lola B05/52                         | 2009 Portimão Euroseries 3000 round            |                                     |
| FA1                                           | 1:33.808                            | Mirko Bortolotti                    | Lola B05/52                         | 2014 Acceleration at Portimão                  |                                     |
| Formula Renault 3.5                           | 1:34.472                            | Jaime Alguersuari                   | Dallara T08                         | 2009 Portimão Formula Renault 3.5 Series round |                                     |
| F2 (2009-2012)                                | 1:35.531                            | Mathéo Tuscher                      | Williams JPH1                       | 2012 Portimão Formula Two round                |                                     |
| Euroformula Open                              | 1:36.493                            | Louis Foster                        | Dallara 320                         | 2021 Portimão Euroformula Open round           |                                     |
| LMP3                                          | 1:36.881                            | Matt Bell                           | Ligier JS P320                      | 2020 Portimão Le Mans Cup round                |                                     |
| LM GTE                                        | 1:38.757                            | Miguel Molina                       | Ferrari 488 GTE Evo                 | 2021 8 Hours of Portimão                       |                                     |
| Formula 3                                     | 1:38.904                            | Jules Bianchi                       | Dallara F309                        | 2009 Portimão British F3 round                 |                                     |
| GT3                                           | 1:40.795                            | Julien Andlauer                     | Porsche 911 (991 II) GT3 R          | 2020 Portimão Le Mans Cup round                |                                     |
| GT1                                           | 1:41.828                            | Alex Müller                         | Maserati MC12 GT1                   | 2009 FIA GT Algarve 2 Hours                    |                                     |
| Formula 4                                     | 1:43.894                            | Noam Abramczyk                      | Tatuus F4-T014                      | 2021 Portimão F4 Spain round                   |                                     |
| TCR Touring Car                               | 1:54.529                            | Nicki Thiim                         | Audi TT Cup                         | 2015 TCR International Series Portimão round   |                                     |
| WTCC                                          | 1:54.542                            | Yvan Muller                         | Chevrolet Cruze 1.6T                | 2012 FIA WTCC Race of Portugal                 |                                     |
| Motorcycling Circuit: 4.592 km (2008–present) |                                     |                                     |                                     |                                                |                                     |
| MotoGP                                        | 1:39.450                            | Álex Rins                           | Suzuki GSX-RR                       | 2021 Portuguese motorcycle Grand Prix          |                                     |
| World SBK                                     | 1:41.272                            | Jonathan Rea                        | Kawasaki Ninja ZX-10RR              | 2019 Portimão World SBK round                  |                                     |
| Moto2                                         | 1:42.504                            | Remy Gardner                        | Kalex Moto2                         | 2020 Portuguese motorcycle Grand Prix          |                                     |
| World SSP                                     | 1:45.180                            | Michele Pirro                       | Honda CBR600RR                      | 2010 Portimão World SSP round                  |                                     |
| Moto3                                         | 1:47.610                            | Gabriel Rodrigo                     | Honda NSF250RW                      | 2021 Portuguese motorcycle Grand Prix          |                                     |
| Supersport 300                                | 1:50.337                            | Manuel González                     | Kawasaki Ninja 400                  | 2019 Portimão Supersport 300 round             |                                     |
| GP Circuit with Chicane: 4.684 km (2008–2019) |                                     |                                     |                                     |                                                |                                     |
| GP2                                           | 1:32.113                            | Diego Nunes                         | Dallara GP2/08                      | 2009 Algarve GP2 Series round                  |                                     |
| Formula 3                                     | 1:42.077                            | Felix Rosenqvist                    | Dallara F315                        | 2015 Portimão F3 round                         |                                     |
| GT3                                           | 1:44.937                            | Laurens Vanthoor                    | Audi R8 LMS ultra                   | 2015 Portimão Blancpain GT Sprint Series round |                                     |